# جمعية الأصدقاء الدينية

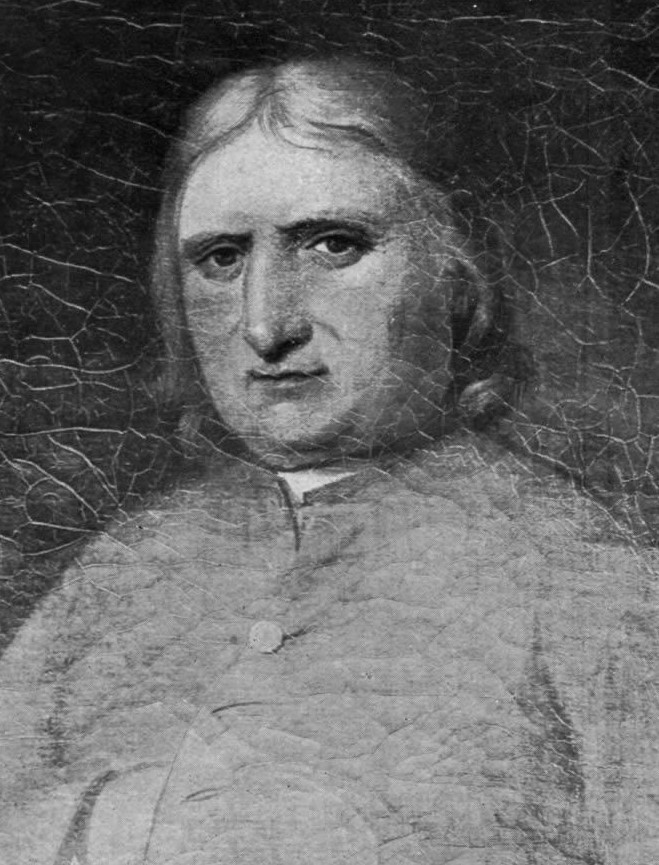
جورج فوكس، مؤسس جمعية الأصدقاء الدينية.

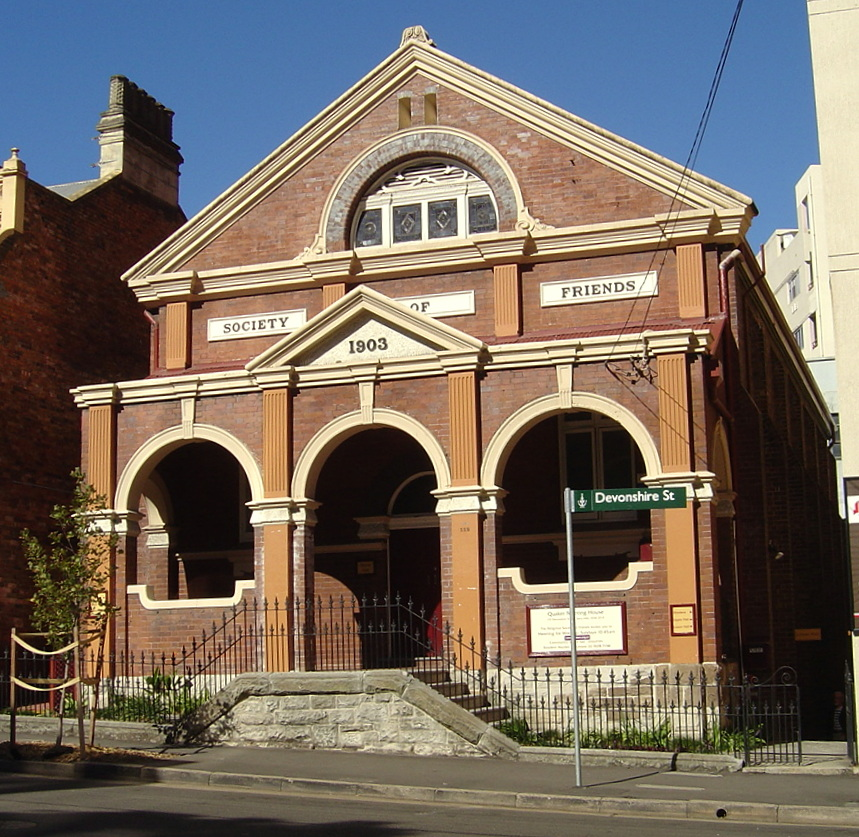
كنيسة أو بيت اجتماع لجمعية الأصدقاء الدينية في سيدني.

الصاحبيون أو جمعية الأصدقاء الدينية أو الكويكرز، والتسمية الأكثر شيوعًا الكويكرز، هي مجموعة من المسيحيين البروتستانت نشأت في القرن السابع عشر في إنجلترا على يد جورج فوكس.
وفي عام 1988 كان 200,260 مؤمن، وعددهم في الولايات المتحدة (109,000) حيث مركز ثقلهم، وشرق أفريقيا (45,000) وبريطانيا العظمى (18,000). الكويكرز تتركز على تأكيد الطابع تعاليم يسوع، بل أنّ عقد المؤمنين تلقي التوجيهات الإلهيه من ضوء الداخل، بدون مساعدة خارجية وسطاء أو الشعائر.
الاسم الشائع لجمعيّة الأصدقاء الدينيّة هو الكويكرز الذي يُطلق على أعضاء جمعية الأصدقاء الدينية في الغرب. ويطلق عليهم أيضًا الصاحبيون، وقد نشأت النزعة الصاحبية في إنجلترا في القرن السابع عشر الميلادي، أما اليوم فإن معظم أتباعها يقطنون الولايات المتحدة، ويوجد في إنجلترا وكينيا العديد منهم، وتوجد جماعات أصغر في معظم أنحاء العالم.
شدد الكويكرز منذ البداية على التجارب الروحية الداخلية، أكثر مما أكدوا على تعاليم بعينها، وطور الأوائل منهم أشكالاً جديدة تمامًا للعبادة ولإجراءات المعاملات.
وقام أحد الكويكرز ويدعى وليم بن، بتأسيس مستعمرة بنسلفانيا في عام 1682م. لتكون ملاذًا للكويكرز الإنجليز الذين تعرضوا للاضطهاد بشكل مستمر، والذين رغبوا في الهجرة إلى العالم الجديد، وأصدر بن دستورًا للمستعمرة، كان مثلاً أعلى لحماية الحريات الدينية للمواطنين. تعتبر طائفة الكويكرز جزء من كنائس السلام التي تتخذ الموعظة على الجبل ليسوع منبعًا لتعاليمها. وتتميز حياتهم بأنها حياة مشتركة. وكانت جمعية الأصدقاء الدينية من أولى المؤسسات الدينية المناهضة للعبودية.
اشتهر الكويكرز أيضا بكثرة عدد العلماء، حيث حضور العلماء هو الأكثر لديهم مقارنة مع طوائف وديانات أخرى حيث برز عدد كبير منهم في الجمعية الملكية البريطانية وجوائز نوبل وبنسبة تفوق نسبتهم السكانية. وقد ربط بين ارتفاع معدل الذكاء والكويكرز، فبحسب عدد من الدراسات منها كتاب الدين والذكاء لآرثر رايسترك أظهر علاقة إيجابية بين الكويكرز وارتفاع معدل الذكاء. وادائهم في اختبار سات SAT، يعتبر الأفضل مقارنة مع جماعات دينية أخرى، فتحصليهم في مادة الرياضيات، هو الأعلى بعد المسيحيين التوحيديين.
في الماضي، عُرف الكويكرز في رفضهم المشاركة في الحروب، وعرفوا في الملبس العادي والمتواضع، وفي رفض قسم اليمين، وفي معارضة الرق، والامتناع عن شرب المسكرات. وصف الكويكرز بأنهم «رأسماليين طبيعيين» من قبل هيئة الإذاعة البريطانية، حيث تأسست عدد من البنوك والمؤسسات المالية الكبرى بعض الكويكرز، بما في ذلك باركليز ولويدز. وأسس الكويكرز بعض أبرز شركات التصنيع في العالم الغربي، بما في ذلك متاجر كلاركس وأسسوا أكبر ثلاثة شركات في صناعة الحلويات البريطانية كادبوري، وراونتري وفراي. وعرف عدد من الكويكرز في الجهود الخيريَّة، بما في ذلك إلغاء العبودية، وإصلاح السجون، والمشاريع في تنمية العدالة الاجتماعية.